# Шковець (Требнє)
Шковець (словен. Škovec) — поселення в общині Требнє, регіон Південно-Східна Словенія, Словенія.